# Kolodium
Kolodium je roztok nitrocelulózy v diethyletheru a ethanolu mající sirupovitou konzistenci, používaný v chirurgii jako „tekutý obvaz“ a pro udržení krytí na místě. Natře-li se na kůži, zasychá do podoby pružného celulózového filmu.